# Jakobshavn-gleccser
A Jakobshavn-gleccser vagy Sermeq Kujalleq (grönlandi elnevezés) Nyugat-Grönlandon található, Ilulissat városa mellett (dánul: Jakobshavn).
Jakobshavn Isbræ számításai 250 évre visszamenőlegesen megmutatják a gleccser változásait. Jakobshavn Isbræ ezzel a mérésével segített megérteni a globális felmelegedés folyamatainak egy részét. A gleccser átlagosan napi 20-22 méteres sebességgel halad.